# Фанте, Джон
Джон Фа́нте (англ. John Fante; 8 апреля 1909 года, Денвер, Колорадо, США — 8 мая 1983 года, Лос-Анджелес, Калифорния, США) — американский писатель и сценарист итальянского происхождения. Автор романов и коротких рассказов.

## Биография
Джон Фанте родился в штате Колорадо в 1909 году. Учился в приходской школе города Боулдера и в средней школе Регис ордена иезуитов. Также посещал Университет Колорадо и городской колледж Лонг-Бича.
Начал писать в 1929 году, а в 1932-м его первый рассказ опубликовал журнал «The American Mercury». Множество рассказов после этого публиковалось в журналах «The Atlantic Monthly», «The American Mercury», «The Saturday Evening Post», «Collier’s», «Esquire» и «Harper’s Bazaar». Его первый роман «Подожди до весны, Бандини» вышел в 1938 году. На следующий год свет увидел роман «Спроси у пыли», а в 1940-м — сборник рассказов «Итальянское красное».
Литературная атмосфера Америки тех лет достаточно типично отразилась на писательской судьбе Джона Фанте. В 1933 году он жил на чердаке Лонг-Бича и работал над своим первым романом «Дорога на Лос-Анджелес». «У меня есть семь месяцев и 450 баксов, за которые я должен написать свой роман. По-моему, это довольно шикарно», — писал Фанте в письме к Кэри Мак-Уильямс, датированном 23 февраля 1933 года. Фанте подписал контракт с издательством «Knopf» и получил задаток. Однако за семь месяцев он романа не закончил. Где-то в 1936 году он переработал первые сто страниц, несколько сократив книгу, и закончил её. В недатированном письме (около 1936 года) к Мак-Уильямс Фанте пишет: «„Дорога на Лос-Анджелес“ окончена и — Господи! — как же я доволен… Надеюсь отослать её в пятницу. Кое-что в ней опалит шерсть на волчьей заднице. Может оказаться слишком сильным; то есть не хватает „хорошего“ вкуса. Но это меня не волнует». Роман не был опубликован, вероятно, потому, что тему в середине 1930-х годов сочли слишком провокационной. Роман вводит второе «я» Фанте — Артуро Бандини, который появляется вновь в «Подожди до весны, Бандини» (1938), «Спроси у пыли» (1939) и «Мечты на Банкер-Хилле» (1982). Рукопись была обнаружена в бумагах Джона Фанте после его смерти его вдовой Джойс.
Издатели не баловали Джона Фанте частыми публикациями — «…не самое хорошее время для литературы, знаете ли…», — и на хлеб он зарабатывал трудом сценариста. Некоторые из его фильмов входят в классику Голливуда середины века: «Полнота жизни», «Жанна Игелс», «Мы с моим мужчиной», «Святой поневоле», «Кое-что для одинокого мужчины», «Шесть моих любовей» и «Пройдись по дикой стороне».
В 1955 году Джон Фанте заболел диабетом, и осложнения недуга в 1978 году привели его к слепоте. Однако он продолжал писать, диктуя своей жене Джойс. Результатом стала его последняя книга «Мечты Бункер-Хилла», выпущенная в 1982 году издательством «Чёрный воробей» (англ.). Скончался Джон Фанте в возрасте 74 лет 8 мая 1983 года.
Честь «повторного открытия» его для американской читающей публики принадлежит издательству «Чёрный воробей», известному своим безупречным литературным вкусом. Каталог Джона Фанте в нём относительно невелик — десяток нетолстых книжек да два тома писем (включая длившуюся более двадцати лет переписку с влиятельным журналистом Генри Менкеном), — но, как говорится, стоит множества иных фолиантов. Стиль Фанте — глубоко традиционный, без изысков, язык певуч и прозрачен, речь пряма и честна настолько, что многие считают его предтечей американского литературного андерграунда 1960-х годов. Чарлз Буковски, на всю жизнь благодарный Фанте за то влияние, которое оказали на него его книги, так писал в предисловии к переизданию романа «Спроси у пыли»:

…Как человек, отыскавший золото на городской свалке, я пошёл с книгой к столу. Строки легко катились по странице, одно сплошное течение. В каждой строке билась собственная энергия, а за нею — ещё одна строка, ещё и ещё. Сама субстанция каждой строки придавала странице форму, такое чувство, будто что-то врезано в неё. Вот, наконец, был человек, не боявшийся эмоции. Юмор и боль переплетались с изумительной простотой. Начало этой книги было для меня диким и невозможным чудом…

«Конечно же, это далеко не вся история Джона Фанте, — писал Буковски дальше. — Это история кошмарной удачи и ужасной судьбы, редкого и прирождённого мужества… Но позвольте мне всё-таки заметить, что слова его и жизнь его одинаковы — сильны, хороши и теплы…»

### Романы
- Дорога на Лос-Анджелес / The Road to Los Angeles (1936, посмертно опубликован в 1985)
- Подожди до весны, Бандини / Wait Until Spring, Bandini (1938)
- Спроси у пыли (1939)
- Расцвет жизни / Full of Life (1952)
- Браво, Ослик / Bravo, Burro! (1970, совместно с Рудольфом Борхертом)
- Братство Винограда / The Brotherhood of the Grape (1977)
- Мечты на Банкер-Хилле / Dreams from Bunker Hill (1982)
- 1933-й был плохой год / 1933 Was a Bad Year (посмертная публикация, 1985; не завершён)

### Повесть
- К западу от Рима / West of Rome (посмертная публикация 1986)

### Сборники рассказов
- Итальянское красное / Dago Red (1940)
- Вино молодости. Избранные рассказы / The Wine of Youth: Selected Stories (1985)
- Большой голод. Рассказы / The Big Hunger: Stories, 1932—1959 (2000)
- Читатель Джона Фанте / The John Fante Reader (2003, публикация Стивена Купера)

## Фильмография

### Фильмы на основе сценариев Джона Фанте
- Привлекательный / Dinky (1935), реж. Ховард Брезертон, Д. Росс Ледерман
- Золотое руно / The Golden Fleecing (1940), реж. Лесли Фентон
- К востоку от реки / East of the River (1940), реж. Альфред Э. Грин
- Всё это правда / It’s All True (1943), реж. Орсон Уэллс, Норман Фостер
- Распоясавшаяся молодёжь /Youth Runs Wild (1944), реж. Марк Робсон
- Мой мужчина и я / My Man and I (1952), реж. Уильям А. Уэллмен
- Расцвет жизни / Full of Life (1956), реж. Ричард Куайн
- Джинн Иглс / Jeanne Eagels (1957), реж. Джордж Сидни
- Прогулка по беспутному кварталу / Walk on the Wild Side (1962), реж. Эдвард Дмитрык
- Упрямый святой / The Reluctant Saint (1962), реж. Эдвард Дмитрык
- Мои шесть любовей / My Six Loves (1963), реж. Гауэр Чемпион
- Майя / Maya (1966), реж. Джон Берри
- Кое-что для одинокого мужчины / Something for a Lonely Man (1968), реж. Дон Тейлор

### Экранизации произведений
- Подожди до весны, Бандини / Wait Until Spring, Bandini (1989), реж. Доминик Дерюддер
- Спроси у пыли / Ask the Dust (2006), реж. Роберт Таун
- Моя собака Идиот (на основе повести «К западу от Рима») / Mon Chien Stupide (2019), реж. Иван Атталь

### Документальный фильм о Джоне Фанте
- Грустный цветок на песке / A Sad Flower in the Sand (2001), реж. Ян Лоуте